# Заболотье (Перебродский сельсовет)
Заболотье (бел. Забало́цце) — деревня в Миорском районе Витебской области Беларуси. В составе Перебродского сельсовета.

## География
Расположена в 28 км на восток от Миор и в 170 км на северо-запад от Витебска.
Ближайшие населённые пункты Борково, Воробьево, Лебедево и др.

## История
В 1905 году в Друйской волости Дисненского уезда Виленской губернии.

## Население

### Численность
- 2009 год — 84 человек

### Динамика
- 1999 год — 131 человек (перепись населения)
- 2009 год — 84 человек (перепись населения)[2]
- 2019 год — 65 жителей (перепись населения)

## Достопримечательность
- Фрагменты усадьбы Дмоховских
- Придорожная часовня
- Мемориальная доска Дмоховскому Генриху на здании библиотеки, на месте, где стоял усадебный дом Дмоховских

### Утраченное наследие
- Усадебный дом

## Галерея

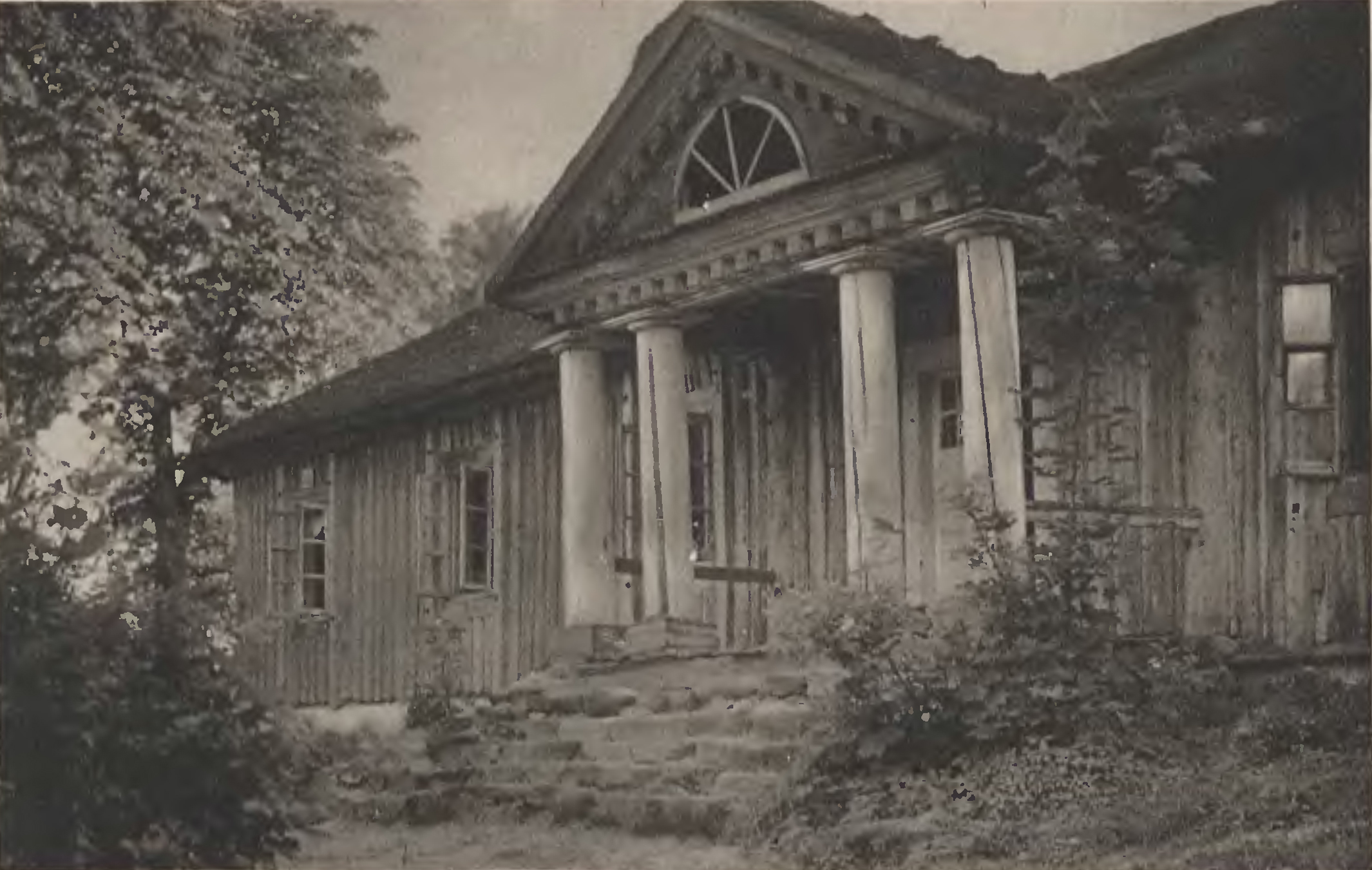
Усадебный дом
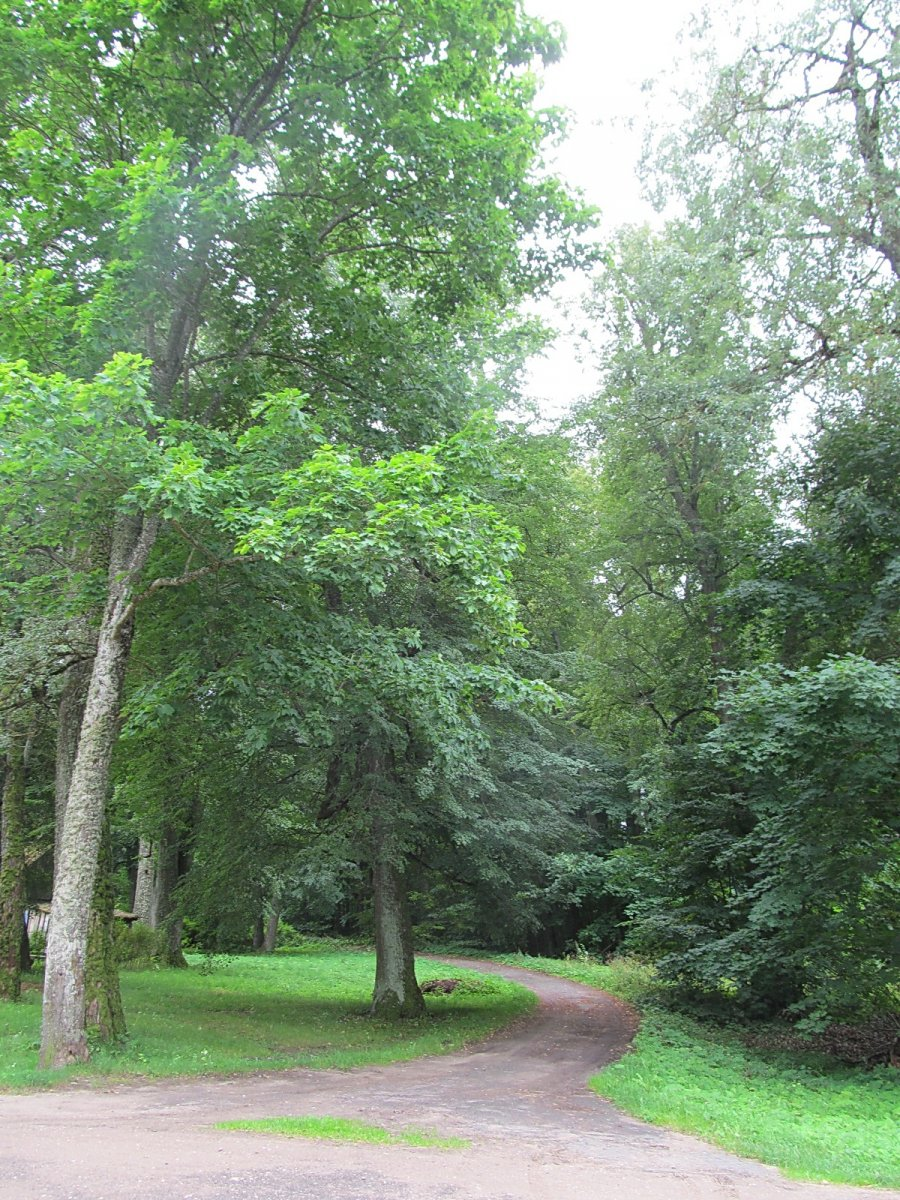
Усадебный парк
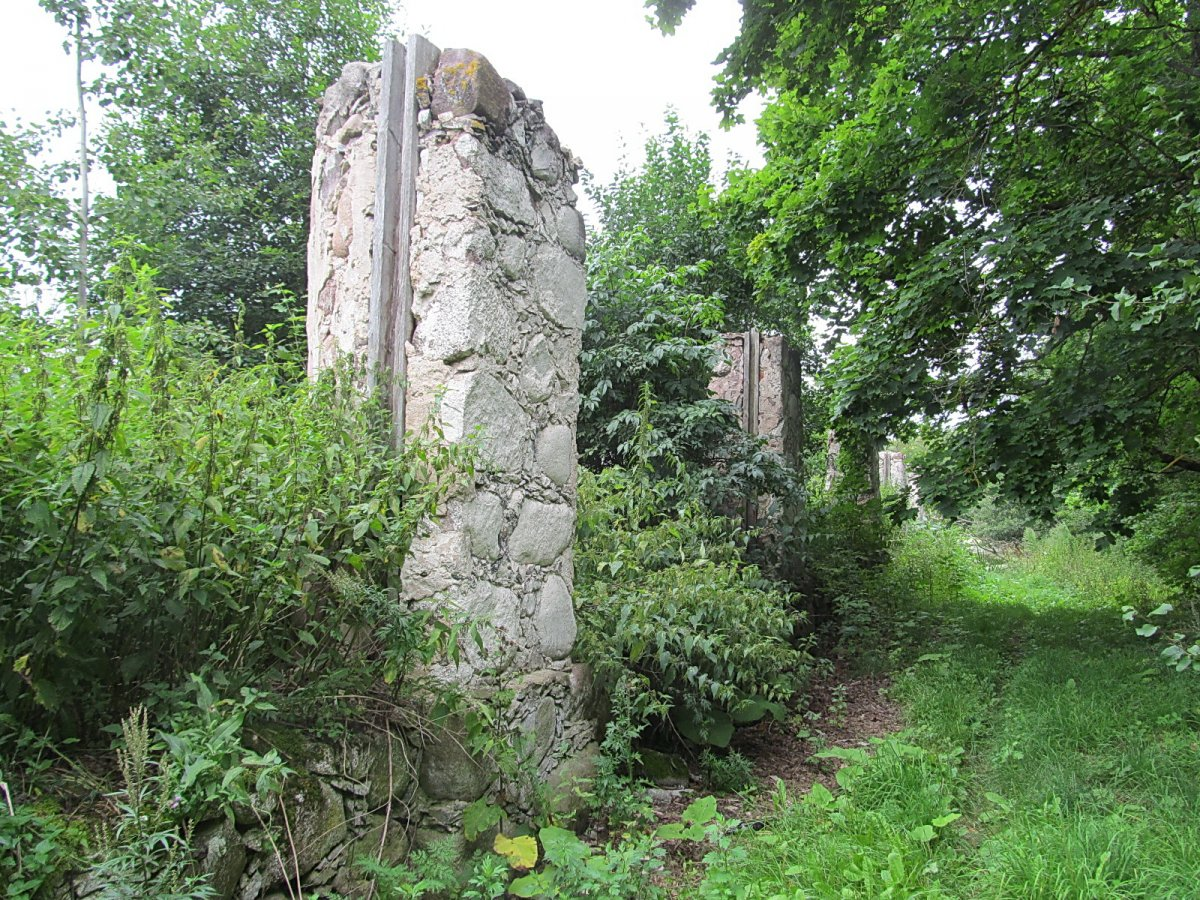
Фрагменты ограждения
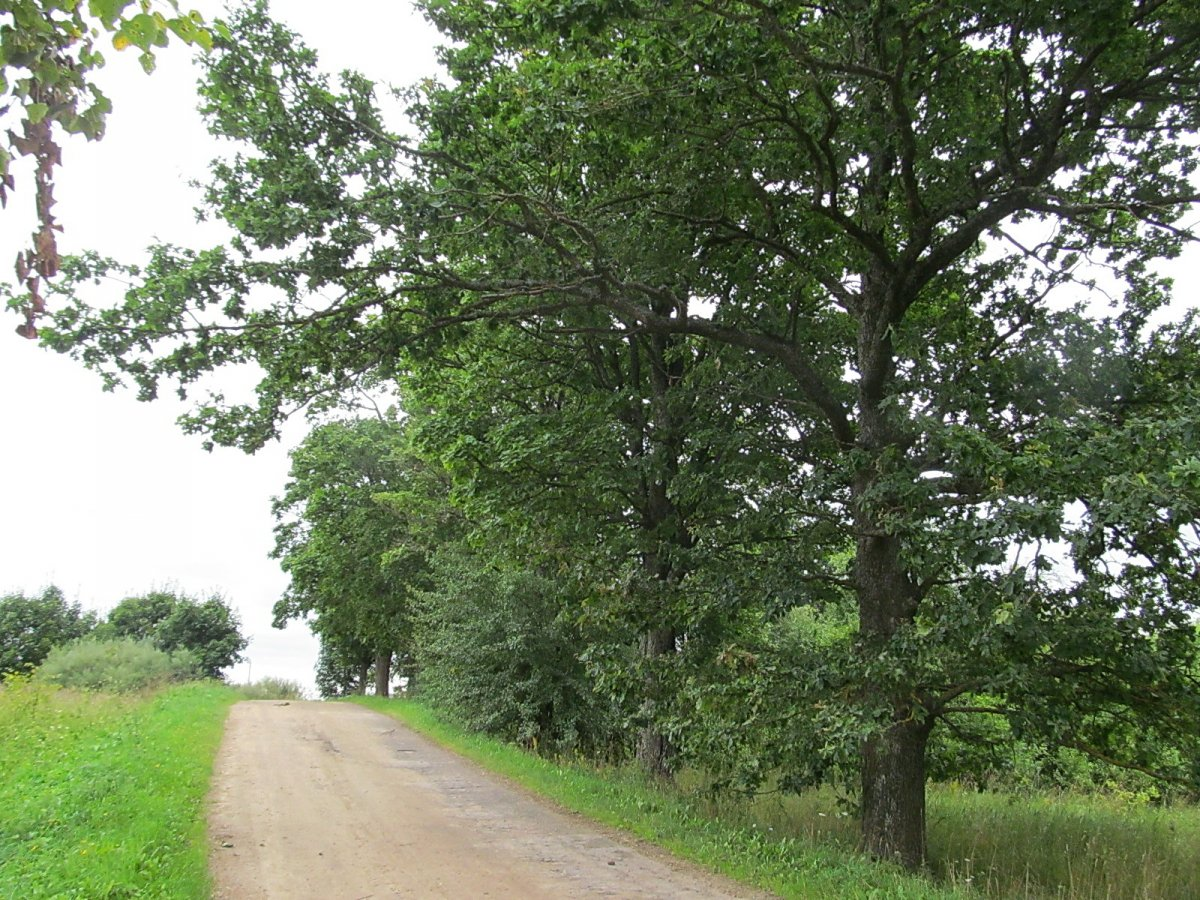
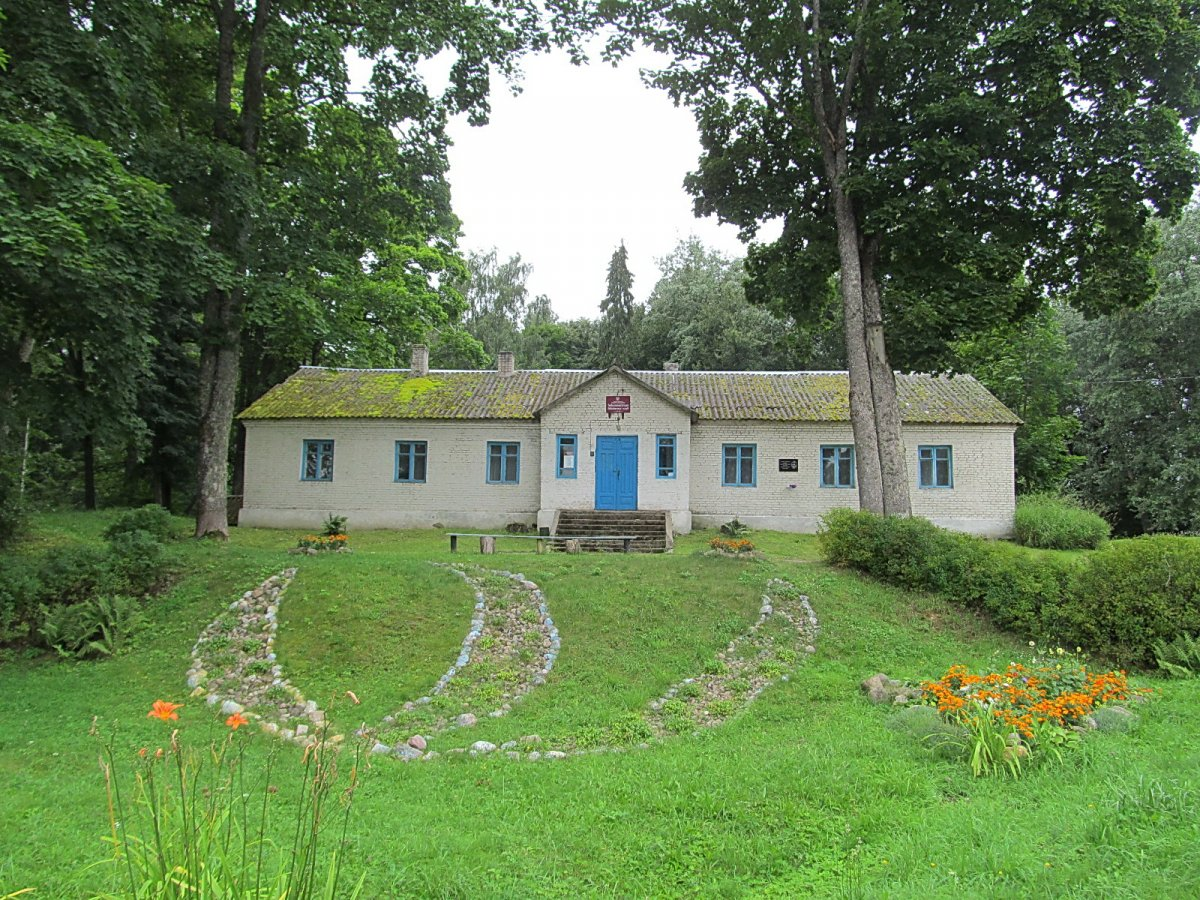
Библиотека на месте усадебного дома Дмоховских
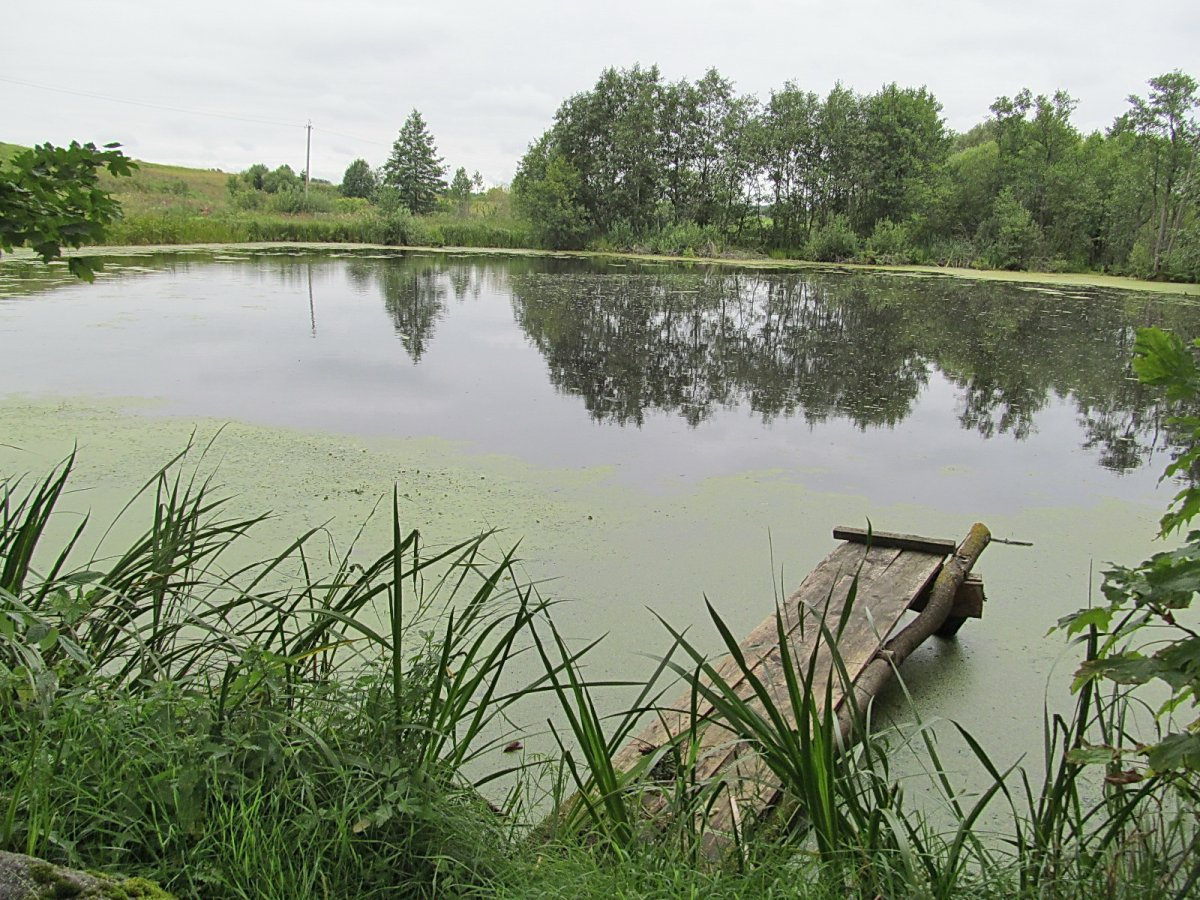

## Известные лица
- Дмоховский, Генрих (1810 — 1863) — польский скульптор, участник польских восстаний в ноябре 1830 и январе 1863 годов.
- Дмоховский, Казимир (1779—1851) — российский католический епископ, четвёртый архиепископ Могилёвский.